# دانييلا ألفاريز
دانييلا ألفاريز (بالإسبانية: Daniella Margarita Álvarez Vásquez)‏ هي عارضة كولومبية، ولدت في 24 مايو 1988 في بارانكيا في كولومبيا.